# MobileCoin
MobileCoin és una moneda digital peer-to-peer desenvolupada per MobileCoin Inc, que va ser fundada el 2017 per Josh Goldbard i Shane Glynn. Se centra en l'anonimat transaccional (fungibilitat), la facilitat d'ús, la velocitat de transacció, el baix impacte ambiental i les baixes tarifes. La mecànica de MobileCoin es basa en Stellar (per al consens) i Monero (per a la privadesa), utilitzant CryptoNote juntament amb proves de coneixement zero per ocultar els detalls de les transaccions dels usuaris.

## Visió general de la tecnologia
MobileCoin és una criptomoneda centrada en la privadesa, la facilitat d'ús, la velocitat i el rendiment de les transaccions, que permet pagaments descentralitzats per a les transaccions quotidianes. Les transaccions des de dispositius mòbils són possibles sense necessitat d'emmagatzemar una còpia de la cadena de blocs que encara preservi la privadesa de l'usuari (és a dir, cap participant de la xarxa pot conèixer la identitat dels socis de la transacció, l'import transaccionat o l'alçada del bloc de fons a la cadena de blocs), utilitzant una tecnologia anomenada fog.
En termes tècnics, MobileCoin és una cadena de blocs de criptomoneda amb gràfics acíclics dirigits unidimensionals estàndards, on els blocs es consensuen amb una implementació del protocol Stellar Consensus, les transaccions es validen en enclavaments segurs SGX i es basen en la criptografia de corba el·líptica utilitzant l'abstracció Ristretto (una construcció) d'un grup d'ordre principal que usa un ordre no principal a la corba Ed25519), es demostra que les entrades de transaccions existeixen a la cadena de blocs amb proves de pertinença de Merkle i estan signades amb signatures de grups anònims espontànies enllaçables a l'estil Schnorr, i les quantitats de sortida (comunicades als destinataris a través de l'ECDH) s'oculten amb els compromisos de Pedersen i es comproven en un rang legítim amb Bulletproofs.
Gran part de la tecnologia de MobileCoin prové de criptomonedes anteriors centrades en la privadesa com Monero i s'ha tornat a escriure a Rust per a MobileCoin.

### Fog
MobileCoin Fog permet l'ús de la xarxa de pagaments MobileCoin en entorns amb recursos limitats, com ara dispositius mòbils: Fog assumeix la tasca de cercar a la cadena de blocs les fitxes d'un usuari tot preservant l'anonimat, és a dir, "l'operador del servei no pot aprendre més que aproximadament quants produeix els seus propis usuaris".

## Història
MobileCoin Inc., l'entitat darrere de MobileCoin, va ser fundada el 2017 per Joshua Goldbard i Shane Glynn. Moxie Marlinspike de Signal va assistir com a primer assessor tècnic. La moneda pretén ser una forma accessible de criptomoneda amb un enfocament en transaccions ràpides. El maig de 2018, MobileCoin va aconseguir 29,7 milions de dòlars en una ronda de finançament liderada per Binance Labs, a canvi de 37,5 milions de fitxes. La fundació va recaptar 11,35 milions de dòlars en finançament de risc el març de 2021 i 66 milions de dòlars en finançament de la sèrie B l'agost de 2021.

## Pagament i comerç
Els pagaments dins de l'aplicació mitjançant Signal i Mixin Messenger admeten MobileCoin per als pagaments d'igual a igual en tot el món. Els intercanvis de criptomonedes FTX i Bitfinex llisten MobileCoin per negociar.

## Crítica
La integració de carteres MobileCoin a la popular aplicació de missatgeria de seguretat Signal va rebre crítiques de programadors, com Stephen Diehl, que la va anomenar un esquema de bomba i abocament, i l'expert en seguretat Bruce Schneier, que anteriorment va elogiar l'aplicació. Schneier va declarar que això augmentaria l'atenció sobre l'aplicació i alertaria les autoritats financeres.